# Zalaszántó
Zalaszántó is een plaats (község) en gemeente in het Hongaarse comitaat Zala. Zalaszántó telt 1034 inwoners (2001).